# Мервельє
Мервельє (фр. Mervelier) — громада  в Швейцарії в кантоні Юра, округ Делемон.

## Географія
Громада розташована на відстані близько 45 км на північ від Берна, 12 км на схід від Делемона.
Мервельє має площу 9,7 км², з яких на 3,6% дозволяється будівництво (житлове та будівництво доріг), 43,9% використовуються в сільськогосподарських цілях, 52,2% зайнято лісами, 0,4% не є продуктивними (річки, льодовики або гори).

## Демографія
2019 року в громаді мешкало 523 особи (-5,1% порівняно з 2010 роком), іноземців було 3,8%. Густота населення становила 54 осіб/км².
За віковим діапазоном населення розподілялося таким чином: 19,3% — особи молодші 20 років, 58,5% — особи у віці 20—64 років, 22,2% — особи у віці 65 років та старші. Було 208 помешкань (у середньому 2,5 особи в помешканні).
Із загальної кількості 77 працюючих 35 було зайнятих в первинному секторі, 17 — в обробній промисловості, 25 — в галузі послуг.